# خرابه‌های دوره ساسانی هرسین
خرابه‌های دوره ساسانی هرسین مربوط به دوره ساسانیان است و در هرسین، سراب هرسین واقع شده و این اثر در تاریخ ۲۰ بهمن ۱۳۱۸ با شمارهٔ ثبت ۳۲۶ به‌عنوان یکی از آثار ملی ایران به ثبت رسیده است.